# Куинси, Кайл
Кайл Куинси (англ. Kyle Quincey; род. 12 августа 1985, Китченер, Онтарио, Канада) — профессиональный канадский хоккеист, защитник, выступает за финский клуб «ХИФК».

## Игровая карьера
Куинси был выбран «Детройт Ред Уингз» на драфте 2003 года в 4 раунде под общим 132-м номером, после того как отыграл сезон 2002-03 за команду «Лондон Найтс» из Хоккейной лиги Онтарио. В начале сезона 2003/04, сыграв за «Найтс» 3 игры, Кайл был обменян в «Миссиссога АйсДогз» на нападающего Роба Шремпа. Своей новой команде Куинси помог добраться до финала Хоккейной лиги Онтарио, где «АйсДогз» всухую проиграли финальную серию команде «Гелф Шторм».
По ходу сезона 2004/05 играл на позиции как защитника так и нападающего. В 59 играх проведённых в сезоне за «Миссиссога АйсДогз» смог записать на свой счёт 46 очков.
28 июля 2005 года Кайл подписал контракт новичка с «Детройт Ред Уингз». Сезон 2005/06 практически полностью отыграл за фарм-клуб «Красных Крыльев»-«Гранд-Рапидс Гриффинс», проведя в НХЛ всего одну игру против «Анахайм Майти Дакс» 25 ноября 2005 года.
Новый сезон 2006/07, как и предыдущий, Куинси начал в АХЛ. В основном составе «Красных Крыльев» провёл на льду всего 6 матчей, в которых забросил одну шайбу, в последней игре регулярного сезона — 7 апреля 2007 года, в матче против «Чикаго Блэкхокс», поразив точным броском ворота Патрика Лалима. После того, как основные защитники «Ред Уингз» — Никлас Крунвалль и Мэтью Шнайдер — получили травмы, Кайл получил возможность впервые сыграть в рамках плей-офф Кубка Стэнли. Дебют Куинси в плей-офф состоялся в шестой решающей игре в серии против «Калгари Флэймз», которую «Красные Крылья» выиграли с общим счётом 4–2. Следующим соперником «Ред Уингз» по плей-офф 2007 стали «Шаркс». «Детройт» в серии из шести матчей оказался сильнее своих оппонентов. В финале Западной конференции «Детройт Ред Уингз» противостояли «Анахайм Дакс». Эта серия также, как и две предыдущие, состояла из шести матчей, но победителями из неё вышли «Дакс», которые впоследствии и стали обладателями Кубка Стэнли. В общей сложности в плей-офф Кубка Стэнли 2007 Куинси провёл на льду 13 матчей.
Прогресс в игре Кайла был налицо и он справедливо мог претендовать на место в основном составе «Детройта», но в межсезонье на сборах в тренировочном лагере защитник получил травму — перелом руки, которая не дала ему возможности начать сезон. В итоге Куинси большую часть сезона провёл в «Гранд-Рапидс Гриффинс». В регулярном сезоне сыграл за «Ред Уингз» 6 игр. В сезоне 2007/08 «Красные Крылья» смогли взять Кубок Стэнли, но из-за того, что Кайл в плей-офф не сыграл ни одной игры, он не мог претендовать ни на выгравирование своего имени на кубке, ни на перстень.

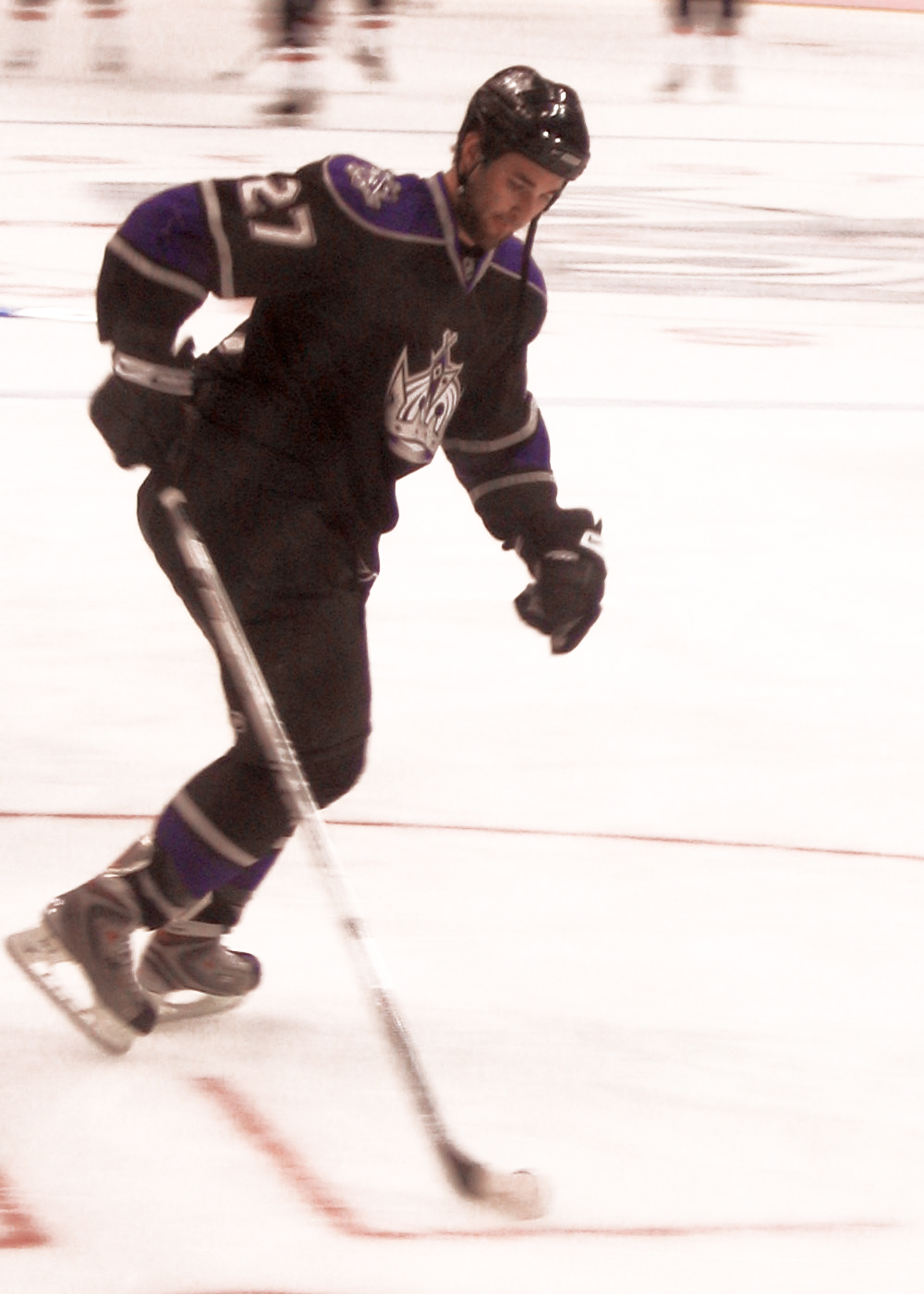
Куинси в составе «Лос-Анджелес Кингз»

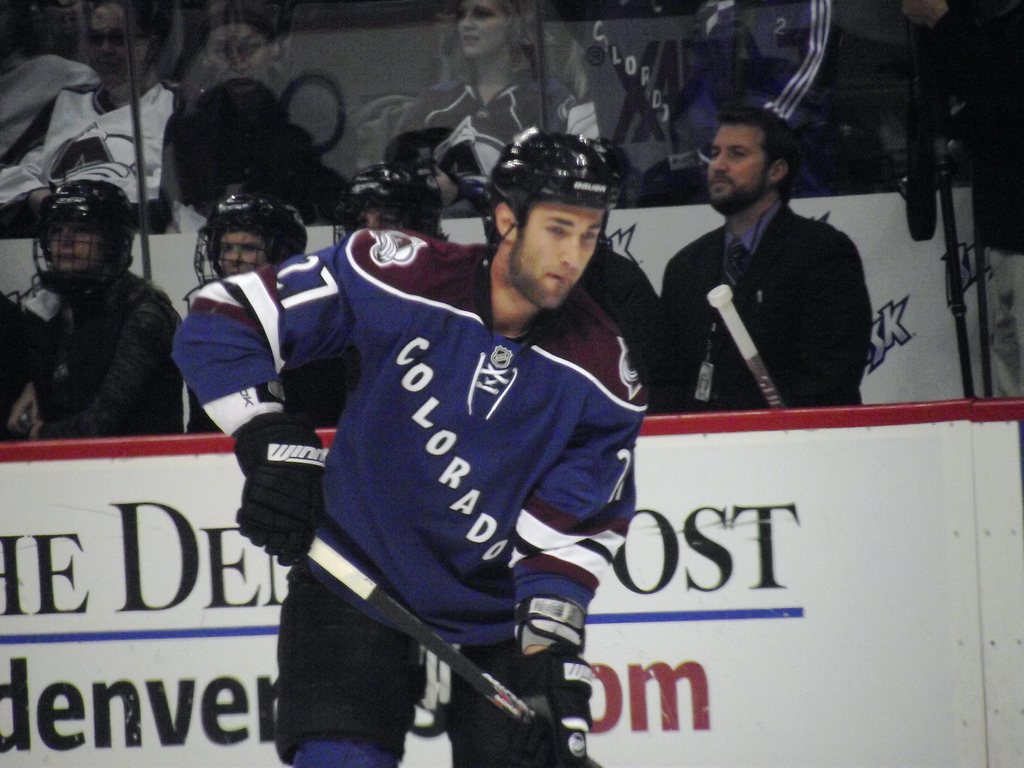
В составе «Колорадо Эвеланш» Куинси в регулярных сезонах провёл на льду 154 матча.

Перед началом сезона 2008/09, 9 сентября 2008 года, Куинси подписал новый двухлетний контракт с «Детройт Ред Уингз», но из-за того, что перспективному игроку не гарантировалось место в основном составе, Кайл был выставлен на драфт отказов 13 октября 2008 года. Новой командой Куинси стал «Лос-Анджелес Кингз». Дебют за «Королей» состоялся 17 октября 2008 года в матче против «Каролины Харрикейнз». Куинси быстро закрепился в основном составе: этому способствовала и травма в начале сезона одного из ведущих защитников клуба — Джека Джонсона. Сезон 2008/09 для Кайла оказался весьма успешным, хотя «Кингз» и не попали в плей-офф. В 72 проведённых встречах Куинси 4 раза точными бросками поражал ворота соперника и 34 раза результативно ассистировал, заработав в общей сложности 38 очков. Итоги сезона омрачила травма — грыжа межпозвоночных дисков.
3 июля 2009 года Куинси вместе со своим партнёром по команде Томом Прайссингом был обменян в «Колорадо Эвеланш» на крайнего нападающего Райана Смита и право выбора в 5 раунде драфта 2010 года. Дебют за «Эвеланш» для Кайла состоялся 1 октября 2009 года в матче против «Сан-Хосе Шаркс», который игроки «Колорадо Эвеланш» выиграли со счётом 5:2. В новой команде Куинси без особых проблем стал игроком основного состава и в 79 играх регулярного сезона записал на свой счёт 29 очков. По результатам регулярного сезона «Колорадо Эвеланш», заняв 8 место в Западной конференции, попал в розыгрыш плей-офф, но дальше первого раунда «Лавины» пройти не смогли, проиграв серию из шести матчей «Сан-Хосе». Куинси провёл на льду все шесть матчей серии.
В межсезонье, 2 июля 2010 года, Кайл подписал новый двухлетний контракт с «Колорадо Эвеланш».
21 февраля 2012 года, чуть меньше чем за пять месяцев до окончания контракта с «Эвеланш», Кайл Куинси был обменян в «Тампу-Бэй Лайтнинг» на нападающего Стива Дауни. В тот же день руководство «Тампы-Бэй Лайтнинг» провело обмен Куинси в «Детройт Ред Уингз» на Себастьяна Пише и право выбора в первом раунде драфта 2012 года. Вернувшись в «Ред Уингз», Кайл провёл на льду 18 матчей регулярного сезона. В плей-офф Кубка Стэнли 2012 «Красные Крылья» в первом раунде в серии из пяти матчей были повержены «Нэшвилл Предаторз». В рамка плей-офф Куинси провёл на льду 5 матчей в которых заработал 2 очка — за результативные передачи.
18 июля 2012 года Куинси подписал новый контракт с «Ред Уингз» сроком на 2 года и общей стоимостью 7,5 млн долл. (3,77 млн долл. за сезон). Из-за начавшегося локаута в сезоне 2012/13 Кайл, как и многие другие игроки НХЛ, остался без игровой практики, пока руководство Лиги и профсоюза хоккеистов не договорились о новом коллективном соглашении. Подписав новый контракт с «Красными Крыльями», Куинси по-прежнему продолжал проживать в Денвере, штат Колорадо. Этот факт, а также приглашение поступившее от бывшего партнёра по «Лос-Анджелес Кингз» — Дерека Армстронга, который возглавлял команду «Денвер Каттроатз» из Центральной хоккейной лиги, повлияли на принятие решения Кайлом выступать за денверских «Головорезов». Кайл присоединился к новой команде 12 октября 2012 года и провёл на льду в составе «Каттроатз» 12 матчей в которых забросил 2 шайбы и отдал 9 результативных передач. После окончания локаута в январе 2013 года Куинси вернулся в состав «Красных Крыльев». В укороченном сезоне Кайл сыграл в 36 играх и заработал в них 3 очка. «Ред Уингз» в 22 раз подряд смогли попасть в розыгрыш плей-офф и в первом раунде переиграли «Дакс» в серии из семи матчей. Во втором раунде команде из города моторов противостояли хоккеисты «Чикаго Блэкхокс». Ведя в серии со счётом 3–1 «Красные Крылья» проиграли будущим обладателем Кубка Стэнли все оставшиеся 3 встречи и выбыли из борьбы за заветный трофей. В рамках плей-офф Кубка Стэнли 2013 Кайл провёл на льду 14 матчей.
1 июля 2014 года подписал с «Детройтом» новый 2-летний контракт с заработной платой $ 4,25 млн в год. Отыграв за «Ред Уингз» до конца контракта, летом 2016 года вышел на рынок свободных агентов и подписал годовой контракт на $ 1,25 млн с «Нью-Джерси Девилз». Проведя в составе «Дьяволов» 53 матча, был обменян в «Коламбус Блю Джекетс» на защитника Дэлтона Праута, в составе которого провел 2 матча в плей-офф. Летом 2017 года подписал годовой контракт с «Миннесотой Уайлд» на $ 1,25 млн, но отыграв за «Миннесоту» 18 матчей, был выставлен на драфт отказов и больше не провел в сезоне ни одной встречи.

## Международные выступления
Куинси играл в составе сборной Канады на Чемпионате мира 2012 года.

## Статистика

### Регулярный сезон и плей-офф
| 2001-02   | Миссиссога Чэргерз    | OPJHL     | 27  | 5  | 14  | 19  | 31  | —  | — | —  | —  | —  |
| 2002-03   | Лондон Найтс          | ОХЛ       | 66  | 6  | 12  | 18  | 77  | 14 | 3 | 4  | 7  | 11 |
| 2003-04   | Лондон Найтс          | ОХЛ       | 3   | 0  | 2   | 2   | 4   | —  | — | —  | —  | —  |
| 2003-04   | Миссиссога АйсДогз    | ОХЛ       | 61  | 14 | 23  | 37  | 135 | 24 | 3 | 13 | 16 | 32 |
| 2004-05   | Миссиссога АйсДогз    | ОХЛ       | 59  | 15 | 31  | 46  | 111 | 5  | 0 | 3  | 3  | 4  |
| 2005-06   | Гранд-Рапидс Гриффинс | АХЛ       | 70  | 7  | 26  | 33  | 107 | 16 | 0 | 1  | 1  | 27 |
| 2005-06   | Детройт Ред Уингз     | НХЛ       | 1   | 0  | 0   | 0   | 0   | —  | — | —  | —  | —  |
| 2006-07   | Гранд-Рапидс Гриффинс | АХЛ       | 65  | 4  | 18  | 22  | 126 | 2  | 0 | 0  | 0  | 0  |
| 2006-07   | Детройт Ред Уингз     | НХЛ       | 6   | 1  | 0   | 1   | 0   | 13 | 0 | 0  | 0  | 2  |
| 2007-08   | Гранд-Рапидс Гриффинс | АХЛ       | 66  | 5  | 15  | 20  | 149 | —  | — | —  | —  | —  |
| 2007-08   | Детройт Ред Уингз     | НХЛ       | 6   | 0  | 0   | 0   | 4   | —  | — | —  | —  | —  |
| 2008-09   | Лос-Анджелес Кингз    | НХЛ       | 72  | 4  | 34  | 38  | 63  | —  | — | —  | —  | —  |
| 2009-10   | Колорадо Эвеланш      | НХЛ       | 79  | 6  | 23  | 29  | 76  | 6  | 0 | 0  | 0  | 8  |
| 2010-11   | Колорадо Эвеланш      | НХЛ       | 21  | 0  | 1   | 1   | 18  | —  | — | —  | —  | —  |
| 2011-12   | Колорадо Эвеланш      | НХЛ       | 54  | 5  | 18  | 23  | 60  | —  | — | —  | —  | —  |
| 2011-12   | Детройт Ред Уингз     | НХЛ       | 18  | 2  | 1   | 3   | 29  | 5  | 0 | 2  | 2  | 6  |
| 2012-13   | Денвер Каттроатз      | ЦХЛ       | 12  | 2  | 9   | 11  | 6   | —  | — | —  | —  | —  |
| 2012-13   | Детройт Ред Уингз     | НХЛ       | 36  | 1  | 2   | 3   | 18  | 14 | 0 | 2  | 2  | 12 |
| 2013-14   | Детройт Ред Уингз     | НХЛ       | 82  | 4  | 9   | 13  | 88  | 5  | 0 | 0  | 0  | 2  |
| 2014-15   | Детройт Ред Уингз     | НХЛ       | 73  | 3  | 15  | 18  | 77  | 7  | 0 | 3  | 3  | 4  |
| 2015-16   | Детройт Ред Уингз     | НХЛ       | 47  | 4  | 7   | 11  | 36  | 4  | 0 | 1  | 1  | 4  |
| 2016-17   | Нью-Джерси Девилз     | НХЛ       | 53  | 4  | 8   | 12  | 39  | —  | — | —  | —  | —  |
| 2016-17   | Коламбус Блю Джекетс  | НХЛ       | 20  | 2  | 1   | 3   | 12  | 2  | 0 | 1  | 1  | 2  |
| 2017-18   | Миннесота Уайлд       | НХЛ       | 18  | 0  | 3   | 3   | 28  | —  | — | —  | —  | —  |
| НХЛ всего | НХЛ всего             | НХЛ всего | 586 | 36 | 122 | 158 | 548 | 56 | 0 | 9  | 9  | 40 |

### Международные турниры
| Год      | Команда  | Турнир   | И | Г | П | О | Ш |
| -------- | -------- | -------- | - | - | - | - | - |
| 2012     | Канада   | ЧМ       | 6 | 0 | 0 | 0 | 4 |
| ЧМ всего | ЧМ всего | ЧМ всего | 6 | 0 | 0 | 0 | 4 |